# Kopna Kopna
Kopna Kopna was een Nederlandse band uit Roelofarendsveen (gemeente Kaag en Braassem) in de provincie Zuid-Holland. De band bestond van 1996 tot en met 2005. 

## Biografie
Kopna Kopna ontstond uit De Hotdogs, een band die begin jaren 90 bestond uit jeugdvrienden Bo Koek, William Bakker, Rik Elstgeest en John van Oostrum, die op dat moment allemaal in hun tienerjaren waren. De band trad enkele malen op en maakte naam in het lokale clubcircuit. Het oeuvre bestond uit eigen nummers en covers van onder andere The Clash en Pixies. Toen bassist Matthijs Felix zich bij het gezelschap voegde, besloot de band het allemaal wat serieuzer te gaan aanpakken. Er werd gekozen voor een nieuwe naam, Kopna Kopna, wat tevens de titel was van een van de nieuwe nummers.
In 1998 won de band de, door het Patronaat georganiseerde Rob Acda Award. Hierdoor mocht de band de openingsact zijn van het Bevrijdingsfestvial in Haarlem, de band kon echter niet meespelen in de regiofinale van de Grote Prijs van Nederland, omdat de band officieel niet uit Noord-Holland kwam. De bandleden gingen studeren aan het conservatorium en de kunstacademie en traden ondertussen veelvuldig op. Rik Elstgeest, William Bakker en Bo Koek traden ondertussen met Paul Koek, Ton van der Meer en Hans van der Meer ook op onder de naam Track, als dance/percussieact. Daarnaast waren enkele leden actief voor theatergroep Jong Hollandia.
In 2001 kwam de band in contact met Zita Swoon-gitarist Tom Pintens, die een demo met de band opnam. Deze demo kreeg positieve respons. Er werd gesproken met enkele platenmaatschappijen, dit echter zonder resultaat, waarna de band in eigen beheer startte met het opnemen van een officieel album. In 2002 kreeg de band een wildcard om te spelen in de finale van de Grote Prijs van Nederland. De band werd tweede, achter Satellite 7, maar bassist Matthijs Felix werd wel uitgeroepen tot beste muzikant van de avond.
In 2003 kreeg de band een Essent Award toegewezen, waardoor ze dat jaar de kans kregen om op te treden op Lowlands. De groep kreeg hiervoor lovende recensies. Datzelfde jaar nam de band een videoclip op bij het nummer Trouble sweet tune, dat als downloadsingle ter beschikking werd gesteld. De clip was veelvuldig te zien op clipzender The Box. In 2004 verscheen, na vele malen te zijn uitgesteld, het debuutalbum Like you bij My First Sonny Weismuller Records, geproduceerd door William Bakker. De plaat kreeg aanvankelijk goede kritieken, maar bleek niet het verwachte succes op te leveren, waarna 2005 werd uitgeroepen tot een jaar van bezinning, waarin de bandleden zich op diverse andere projecten richtten. Eind 2005 werd besloten om de band definitief op te heffen.

## Na Kopna Kopna
De bandleden van Kopna Kopna zijn nog steeds actief in de muziek- en theaterwereld. William Bakker is als freelance muzikant en componist werkzaam bij verschillende theatergroepen, waaronder Artemis, Wunderbaum, het Onafhankelijk Toneel, Oostpool, NTGent en vele anderen. Bo Koek, Rik Elstgeest en John van Oostrum spelen, onder de naam Touki Delphine, in theatergezelschap De Veenfabriek. Rik Elstgeest fungeert als livedrummer bij de band Ghost Trucker van Roald van Oosten. Mathijs Felix en Bo Koek speelden beiden in de band Kitty Contana. Matthijs Felix is tevens DJ voor de 'Silent Disco'. Bo Koek, percussie, en Rik Elstgeest, marimba, spelen tevens regelmatig mee met Alamo Race Track. Bo Koek is daarnaast als solist actief onder de naam Les Frogs. 
In 2006 kwam de band nog eenmaal bij elkaar om een voorstelling, die zij in 2004 speelden voor Jong Hollandia, te spelen in Los Angeles, met de uit Jong Hollandia voortgekomen groep Wunderbaum.

## Bezetting
- Bo Koek - drums, zang
- Rik Elstgeest - percussie, zang
- William Bakker - orgel, piano, sampler, synthesizer, zang
- John Van Oostrum - gitaar
- Matthijs Felix - basgitaar

## Discografie

### Single
- Trouble Sweet Tune - CDS, 2001

### Album
- Like You - CD, 2004

## Bron
- Kopna Kopna bio op popinstituut.nl (via muziekencyclopedie.nl)